# Gouverneur von Touraine
Das Amt des Gouverneurs von Touraine existierte vom 15. bis zum Ende des 18. Jahrhunderts in der Grafschaft Tours.
Zuvor gab es das Amt des Bailli von Touraine seit der Zeit Richard Löwenherz’.
Mit der Übernahme der Herrschaft in den drei Grafschaften durch den französischen König Philipp II. im Jahr 1204 wurde das Amt erblich. 1323 (Touraine) bzw. 1330 (Anjou und Le Maine) kauften die Könige Karl IV. bzw. Philipp VI. das Amt dem Amtsinhaber ab.

## Bailli von Touraine (1193–1385)
- 1193–1214 Guillaume d’Azay, von Philipp II. eingesetzt
- 1214–1216 Robert de Crespière, Bailli en Touraine et Poitou
- 1216–1219 Robert des Loges
- 1219–1227 Geoffroy de Gallardon, Sénéchal de Touraine et de Poitou
- 1227–1230 Richard Leclerc, Bailli d’Anjou, de Touraine et du Maine
- 1230–1240 Guillaume de Fougères, Bailli du Roi en Touraine, Anjou et Maine
- 1240–1249 Josse de Bonnes, Bailli de Touraine
- 1249–1254 Geoffroy Bruère
- 1254–1256 Hémery de Gans
- 1256–1260 Raoul de Magny
- 1260–1261 Gervais de Sancerre
- 1261–1266 Geoffroy de Villette
- 1266–1273 Gautier de Villette, Bruder Geoffroys
- 1273–1274 Robert Lhuissier, 1289 Bailli du Berry
- 1274–1275 Renaud de Saint-Soulange
- 1275–1277 Philippe d’Ydré
- 1277–1278 Humbaut de Châteaux
- 1278–1279 Herbert Turpin, Sohn von Herbert Turpin-Crissé
- 1279–1285 Denis de Paroye, Sohn von Simon VI. de Paroye
- 1285–1289 René Barbou, 1270 Prévôt de Paris († 1298)
- 1289–1291 Pierre de Fontenay
- 1292–1293 Philippe de Beaumanoir
- 1293–1295 Robert Mauger
- 1295–1298 Jean Pannetier
- 1298–1302 Jacques Trousseau, Bruder von Pierre Trousseau
- 1302–1303 Pierre de Saimel
- 1303–1304 Pierre de Fontenay (wohl zum 2. Mal)
- 1304–1306 Guyart de La Porte
- 1306–1313 Jean de Vaucelles
  - 1312 Guillaume Travaillard als Sous-Bailli
- 1313–1316 Guy Chévrier
- 1316–1318 Jean de Vaudrighen
- 1318–1321 Raoul de Chaillox
- 1321–1324 Renaud de Benchivilliers
- 1328–1328 Robert de Récuchon
- 1328–1336 Itier de Puymar
- 1336–1338 Alexandre de Crèvecœur, 1348–1353 Prévôt de Paris
- 1338–1347 Jean de Bigot
- 1348–1351 Guichard d’Ars
- 1351–1353 Jean de Maillé, Seigneur de Chançay[1]
- 1353–1354 Étienne Gayen
- 1354–1356 Guillaume Mauvinet
- 1356–1359 Maurice Mauvinet, Bruder Guillaumes
- 1359–1361 Jean Bernier, 1362–1366 Prévôt de Paris, 1373 Bailli de Beaucaire
- 1361–1370 Jean den Brion
- 1370–1380 Pierre d’Avoir, ab 1380 Gouverneur, dann Bailli und Gouverneur
  - 1370–1375 Jean de La Treille als Bailli des Ressorts mit einem Sonderauftrag, dann Bailli von Arras (1375), Amiens (1379), Rouen (1393) und Gisors (1391)
  - 1375–1377 Thomas d’Armeville, ebenfalls Bailli des Ressorts
  - 1377–1391 Pierre d’Ailgembourse, Bailli des Ressorts
  - Pierre de Négron, Seigneur de Négron bei Amboise, Conseiller du Roi, Bailli des Ressorts für Touraine, Anjou, Maine und Poitou 1379
- 1380–…. Baudouin de Crénon[2]

## Bailli und Gouverneur von Touraine (1385–1531)
Bis 1531 waren die Ämter des Bailli und des Gouverneurs miteinander verbunden.
- 1385–1390 Pierre d’Avoir, Sire de Château-Fourmont, Bailli de Touraine, erster Gouverneur († 1390)[3]
- 1390–1417 Jean de Prunelé, Sire d’Herbault, de Marchainville et de Beauverger, Kammerherr Karls VI. († 1417)[4]
  - Pierre de Bueil, Kammerherr des Königs, Bailli des Exemptions für Touraine, Anjou, Maine und Poitou 1407, 1408 und 1413 (Haus Bueil)[5]
  - Renaud de Montejean, Kammerherr des Königs, Bailli des Exemptions für Touraine, Anjou, Maine und Poitou 1416[6]
  - Guillaume de Remeneuil, Bailli des Exemptions für Touraine 1417
- 1417–1423 Guillaume de Remeneuil[7]
- 1423–1425 Guillaume d’Avaugour, Seigneur de La Roche-Mabile († 1472) (1. Mal)[8]
- Jean VII. d’Harcourt († 1452), Comte d’Aumale, 1423 als Gouverneur von Touraine, Anjou und Le Maine bezeugt[9]
- 1425–.... Baudouin (I.) de Champagne, Seigneur de Tassé/Tucé et de La Bourdaisière[10]
- 1440–.... Pierre d’Amboise († 1473), nahm an der Praguerie teil[11]
- 1440–1446 Guillaume d’Avaugour († 1472) (2. Mal)
- 1446–1450 Bertrand de Beauvau, Baron de Précigny († 1474) (Haus Beauvau)
- 1450–1460 Antoine d'Aubusson, Seigneur du Monteil-au-Vicomte et de Semblançay[12]
- 1460–1465 Jean de Bar, Seigneur de Baugy, La Guerche, de Saigny et d’Estrechy († Ostern 1469)[13]
- 1466–1479 Georges II. de La Trémoille, Seigneur de Craon, de L’Île-Bouchard  († 1479)
- 1479–1480 Jean II. de Daillon, Seigneur du Lude († 1481)
- 1480–1483 Jean du Fou, Seigneur de Rostrenen et de Nouâtre († 1492)
- 1483–1483 Guy Pot, Comte de Saint-Pol, Seigneur de La Rochepot († 1495)
- 1483–1484 Louis de Laval, Seigneur de Châtillon en Bretagne († 21. August 1489)
- 1492–1502 Louis IV. de Rohan, Seigneur de Guéméné, de Montbazon, de Nouâtre, de Sainte-Maure et de Montauban († 1527)
- 1502–1519 René Duchesnel, Seigneur d‘Angé, königlicher Kammerherr
- 1519–1527 Jacques de Beaune Baron de Semblançay, Surintendant des Finances († hingerichtet 1527)
- 1521–1527 Guillaume de Beaune, dessen Sohn, Gouverneur en survivance
- 1527–1530 Robert de La Martonnie, Seigneur de Bonnes en Périgord[14]
- 1530–1531 Jean de Villemart, Seigneur de La Mothe et de l’Île-Barbe, letzter Bailli, der auch Gouverneur war

## Gouverneur und Lieutenant-géneral von Touraine (1531–1791)
Ab 1531 waren die Ämter des Gouverneurs und des Lieutenant-général miteinander verbunden
| Beginn             | Ende               | Gouverneur |
| ------------------ | ------------------ | --- |
| 1531               | 1543               | Jacques de Clermont |
| 1543               | 1560               | Antoine Bohier, Chevalier, Baron de Saint-Cyergue, de La Tour-Bohier, de Chenonceaux, Saint-Martin-le-Beau, Nazelle et Berri. |
| Um 20. August 1560 | 30. September 1565 | Louis III. de Bourbon, duc de Montpensier.                                                                                    |
| 30. September 1565 | 1570               | François de Bourbon, Duc Montpensier, de Châtellerault et de Saint-Fargeau.                                                   |
| 1570               | 1576               | Artus de Cossé, Seigneur de Gonnor, Comte de Secondigny.                                                                      |
| 1576               | 1583               | Henri de La Tour d'Auvergne, Duc de Bouillon, Prince de Sedan, Vicomte de Turenne                                             |
| 1583               | 1584               | Jacques d’Avrilly |
| 8. Juli 1584       | April 1586         | Henri de Joyeuse, Comte de Bouchage, dann Duc de Joyeuse                                                                      |
| 1586               | 1588               | Louis du Bois, Seigneur des Arpentis                                                                                          |
| 1588               | 1610               | Gilles de Souvré, Marquis de Courtenvaux.                                                                                     |
| Mai 1610           | 1627               | Jean de Souvré, Marquis de Courtenvaux                                                                                        |
| 27. Juli 1627      | 1630               | Antoine Coëffier dit Ruzé, Marquis d’Effiat                                                                                   |
| 31. Januar 1630    | 7. Oktober 1631    | François d’Orléans-Longueville, duc de Fronsac                                                                                |
| 22. Juni 1632      | 25. Februar 1633   | Charles de L’Aubespine, Marquis de Châteauneuf                                                                                |
| 15. Dezember 1637  | 1642               | Henri de Lorraine Comte d’Harcourt et d’Armagnac.                                                                             |
| 1642               | 6. August 1643     | Louis Potier, Marquis de Gesvres                                                                                              |
| 29. Dezember 1643  | 1650               | Charles de L’Aubespine, Marquis de Châteauneuf (2. Mal)                                                                       |
| Juni 1650          | 20. April 1661     | César d’Aumont, Marquis de Clairvaux, Vicomte de La Guerche                                                                   |
| 1. Mai 1661        | 1667               | François de Beauvilliers, Duc de Saint-Aignan.                                                                                |
| 4. März 1667       | 9. September 1720  | Philippe de Courcillon, Marquis de Dangeau.                                                                                   |
| 9. September 1720  | 22. Juli 1760      | Charles de Bourbon, Comte de Charolais.                                                                                       |
| 27. Juli 1760      | 8. Mai 1785        | Étienne-François de Choiseul, Duc de Choiseul-Stainville.                                                                     |
| 16. Mai 1785       | 1. Januar 1791     | Charles Henri, Comte d’Estaing.                                                                                               |

## Grand Bailli de Touraine (1532–1791)
- 1532–1569 Jean Babou, Seigneur de La Bourdaisière et de Sagonne, Gouverneur von Brest, Großmeister der Artillerie von Frankreich
- 1571–1586 René-Victor de Voyer, Vicomte de Paulmy († 1586), Sohn von Jean III. de Voyer und Jeanne de Gueffaut, Dame d’Argenson; ⚭ Claude de Turpin-Crissé
- 1586–1616 Pierre III. de Voyer d’Argenson, Bruder René-Victors († 1616)
- 1616–1627 René de Voyer, Sohn von Pierre III., trat zurück († 1651)
- 1627–1632 Antoine Coëffier de Ruzé, Marquis d'Effiat († 1632)
- 1632–1642 Henri Coiffier de Ruzé, Marquis de Cinq-Mars et de Langeais, Sohn Antoine Coeffiers
- 1643–1662 Pierre de Voyer d’Argenson, Sohn von René, trat zurück, danach Gouverneur von Neufrankreich († 1710)
- 1662–1699 Louis du Bois, Marquis de Givry et de Vendenesse, Lieutenant-général des Armées du Roi
- 1699–1742 Louis Thomas du Bois, dit Olivier, Marquis de Leuville, de Vendenesse ét de Givry, Lieutenant-général des Armées († 1724), dessen Sohn
- 1742–1759 Charles Léonard de Baylens, Marquis de Poyanne, Lieutenant-général des Armées du Roi († 1781), dessen Schwiegersohn
- 1759–1782 Marc René de Voyer de Paulmy d’Argenson, Comte de Paulmy, genannt Marquis de Voyer († 1782)
- Pierre Charles Étienne Maignard, Marquis de La Vaupalière, vom König ernannt, wünschte, dass das Amt in der Familie Voyer d’Argenson bleibe, obwohl der Sohn erst 11 Jahre alt war[21]
- 1782–1791 Marc René de Voyer de Paulmy d’Argenson, Comte d’Argenson, Marquis de Paulmy, Sohn von Marc René, Comte de Paulmy, konnte erst wegen seines Alters, dann wegen des Ausbruchs der Revolution das Amt nicht ausüben.